# Де Барр, Тиджей
Тиджей Де Барр (англ. Tjay De Barr; 13 марта 2000, Гибралтар) — гибралтарский футболист, нападающий клуба «Линкольн Ред Импс» и сборной Гибралтара.

## Клубная карьера
3 ноября 2016 года дебютировал в чемпионате Гибралтара в составе клуба «Линкольн Ред Импс», выйдя на замену на 60-й минуте в матче с «Манчестер 62». Во второй части сезона был отдан в аренду в «Европа Поинт», за который сыграл 11 матчей в чемпионате. Его выступление произвело впечатление на главного тренера «Линкольна» Хулио Сесара Рибаса, который решил использовать Де Барра чаще в следующем сезоне. 20 февраля 2018 года он забил свой первый гол за клуб в матче второго раунда Кубка скалы против «Глэсис Юнайтед». В сезоне 2017/18 вернулся в «Линкольн» в составе которого провёл 14 матчей и стал чемпионом Гибралтара.
Летом 2018 года перешёл в другой гибралтарский клуб «Европа». 12 августа 2018 года Де Барр дебютировал за «Европу» в матче Кубка Пепе Рейеса против бывшего клуба «Линкольн Ред Импс». Благодаря его выступлениям в последние месяцы 2018 года, он был номинирован на звание «Лучший молодой игрок» на GBC Sports Awards 2018.
21 марта 2019 года стало известно, что он подписал контракт с испанским клубом «Реал Овьедо». Эта новость была подтверждена ФК «Европа» в Твиттере в тот же день. 25 августа 2019 года он дебютировал выйдя на замену в первом матче сезона против «Пенья Депортива». Однако его первый сезон в клубе оказался неполноценным из-за травмы мениска левой ноги в декабре 2019 года. Из-за того, что футбол был прерван из-за пандемии COVID-19, Де Барр вернулся к ограниченным тренировкам 27 мая 2020 года с командой «Реал Овьедо Б». Однако сохраняющаяся неопределенность по поводу возвращения футбола в Испании привела к тому, что 1 сентября 2020 года Де Барр вновь присоединился к «Линкольн Ред Импс».

## Карьера в сборной
За юношеские сборные Гибралтара выступал с 2015 года. За основную сборную Гибралтара дебютировал 25 марта 2018 года в товарищеском матче со сборной Латвии (1:0), в котором вышел на замену на 86-й минуте вместо Энтони Эрнандеса. Этот матч стал только второй победой в истории сборной Гибралтара после вступления в УЕФА. Осенью того же года принял участие в 5 матчах Гибралтара в Лиге наций УЕФА и забил гол в матче против сборной Армении (2:6).

#### Голы за сборную
| Гол | Дата            | соперник    | Счёт | Результат | Турнир                    |
| --- | --------------- | ----------- | ---- | --------- | ------------------------- |
| 1   | 16 ноября 2018  | Армения     | 1:0  | 2:6       | Лига наций УЕФА 2018/2019 |
| 2   | 10 октября 2020 | Лихтенштейн | 1:0  | 1:0       | Лига наций УЕФА 2020/2021 |

## Достижения
«Линкольн Ред Импс»
- Чемпион Гибралтара: 2017/2018
- Обладатель Суперкубка Гибралтара: 2017

«Европа»
- Обладатель Суперкубка Гибралтара: 2018

### Личные достижения
- Лучший молодой игрок чемпионата Гибралтара: 2018/2019[12]